# Dimitrij Kotschnew
Ne doit pas être confondu avec Dmitry Kochnev.
Dimitrij Kotschnew ou Dmitri Aleksandrovitch Kotchnev - du russe : Дмитрий Александрович Кочнев - (né le 15 juillet 1981 à Karaganda en République socialiste soviétique du Kazakhstan) est un joueur professionnel allemand de hockey sur glace d'origine ethnique russe. Il possède un passeport russe.

## Carrière de joueur
À l'âge de sept ans, il découvre le hockey sur glace avec l'Avtomobilist Karaganda. Deux ans plus tard, il déménage avec sa famille en Allemagne, sa mère étant une Russe allemande. Il commence sa carrière en senior avec les Hambourg Crocodiles dans l'Oberliga, le troisième échelon allemand en 2000. La saison suivante, il découvre la DEL avec les Iserlohn Roosters. Il passe une saison au Nürnberg Ice Tigers en 2007. Il intègre l'effectif du HK Spartak Moscou dans la Ligue continentale de hockey en 2008.

## Carrière internationale
Il représente l'Allemagne au niveau international.

### Trophées et honneurs personnels
- DEL
  - 2007 : participe au Match des étoiles.
  - 2008 : participe au Match des étoiles.
- Ligue continentale de hockey
  - 2009-2010 : nommé meilleur gardien des quarts de finale de la Coupe Gagarine.